# Championnat d'Alsace de cross-country
 (juillet 2025).
Si vous disposez d'ouvrages ou d'articles de référence ou si vous connaissez des sites web de qualité traitant du thème abordé ici, merci de compléter l'article en donnant les références utiles à sa vérifiabilité et en les liant à la section « Notes et références ».
Le Championnat d'Alsace de cross-country est la compétition annuelle de cross-country désignant le champion d'Alsace de la discipline,. Il est qualificatif pour les Interrégionaux Nord-Est de cross-country.

## Palmarès cross long hommes
- 2002 : Lahbib Hanini
- 2004 : Lahbib Hanini
- 2005 : Samir Baala
- 2006 : Pierre Joncheray
- 2007 : Pierre Joncheray
- 2008 : Samir Baala
- 2009 : Pierre Joncheray
- 2010 : Samir Baala
- 2011 : David Eckes
- 2012 : Pierre Joncheray
- 2013 : Pierre Joncheray
- 2014 : Sébastien Spehler
- 2015 : Grégory Basilico
- 2016 : Anthony da Silva
- 2017 : Abdelkader Mahmoudi
- 2018 : Baptiste Mischler
- 2019 : Baptiste Mischler[2]
- 2020 : Théodore Klein

## Palmarès cross long femmes
- 2002 : Blandine Bitzner
- 2004 : Simone Kuster
- 2005 : Line Kuster
- 2006 : Line Kuster
- 2007 : Line Kuster
- 2008 : Line Kuster
- 2009 : Simone Kuster
- 2010 : Cathy Rohmer
- 2011 : Simone Kuster
- 2012 : Simone Kuster
- 2013 : Julie Coulaud
- 2014 : Elodie Mené
- 2015 : Elodie Mené
- 2016 : Elodie Mené
- 2017 : Blandine Bitzner-Ducret
- 2018 : Elodie Mené
- 2019 : Elodie Mené[2]
- 2020 : Elodie Mené